# Sicydium (planta)
Sicydium es un género con quince especies de plantas con flores perteneciente a la familia cucurbitaceae 

## Especies seleccionadas
| - Sicydium araguense - Sicydium coriaceum - Sicydium davilae - Sicydium daviliae - Sicydium diffusum - Sicydium dussii - Sicydium glabrum - Sicydium gracile | - Sicydium lindheimeri' - Sicydium monospermum - Sicydium schiedeanum - Sicydium tamnifolium - Sicydium tenellum - Sicydium tripartitum - Sicydium tuerckheimii |

## Sinonimia
- Triceratia